# Gredosella fraternalis
Gredosella fraternalis är en kvalsterart som beskrevs av Gil-Martín, Arillo och Subías 2000. Gredosella fraternalis ingår i släktet Gredosella och familjen Machuellidae. Inga underarter finns listade i Catalogue of Life.